# Бобрувко (Стшелецько-Дрезденецький повіт)
Бобрувко (пол. Bobrówko) — село в Польщі, у гміні Стшельці-Краєнські Стшелецько-Дрезденецького повіту Любуського воєводства.
Населення — 877 осіб (2011).
У 1975-1998 роках село належало до Гожовського воєводства.

## Демографія
Демографічна структура станом на 31 березня 2011 року:
|          | Загалом | Допрацездатний вік | Працездатний вік | Постпрацездатний вік |
| -------- | ------- | ------------------ | ---------------- | -------------------- |
| Чоловіки | 430     | 75                 | 319              | 36                   |
| Жінки    | 447     | 96                 | 249              | 102                  |
| Разом    | 877     | 171                | 568              | 138                  |